# کیمورا بلاک
کیمورا بلاک (به انگلیسی: Kimora Blac) با نام اصلی وون نگوین (زاده ۱۵ دسامبر ۱۹۸۸) زن‌پوش آمریکایی است.